# Skulle jag sörja då vore jag tokot
Skulle Jag sörja då wore Jag tokot är en visa i sex strofer av Lasse Lucidor. Budskapet är just den oföränderliga optimism som uttrycks i titelraden.
Diktens "jag" är uppenbarligen författarens eget - i femte strofen skriver han: "Lasse rädz hwarken haat/ Afwund ell Twång/"